# Gmina Końskie
Die Gmina Końskie ist eine Stadt-und-Land-Gemeinde im Powiat Końskie der Woiwodschaft Heiligkreuz in Polen. Sitz des Powiats und der Gemeinde ist die gleichnamige Stadt mit etwa 19.700 Einwohnern.

## Geographie
Die Gemeinde liegt im Nordwesten der Woiwodschaft Heiligkreuz am Rande des Kielcer Berglandes und der Tiefebene Masowiens im Norden. Die Umgebung ist von vielen Wäldern geprägt.
Die Landesstraße DK 74 verläuft im Südwesten der Gemeinde. Auf der Bahnstrecke Łódź–Dębica findet kein Personenverkehr mehr statt.

## Geschichte
Von 1975 bis 1998 war die Gemeinde Teil der Woiwodschaft Kielce.

### Städtepartnerschaften
- Šaľa (Slowakei)
- Mohyliw-Podilskyj (Ukraine)

## Gliederung
Zur Stadt-und-Land-Gemeinde (gmina miejsko-wiejska) gehören neben der Stadt Końskie folgende Dörfer mit Schulzenamt:
Baczyna
Barycz
Bedlno
Bedlenko
Brody
Chełb
Czerwony Most
Czysta
Drutarnia
Dyszów
Fidor
Gabrielnia
Gatniki
Głupiów
Górny Młyn
Grabków
Gracuch
Gracuch (gajówka)
Gracuch (leśniczówka)
Izabelów
Jeżów
Kamienny Krzyż
Koczwara
Kopaniny
Kornica
Małachów
Małachów
Małachów-Dęba
Małachówka
Młynek Nieświński
Modliszewice
Nałęczów
Niebo
Nieświń
Nowe Brody
Nowe Sierosławice
Nowy Dziebałtów
Nowy Kazanów
Nowy Sokołów
Paruchy
Piekło
Piekło-Gajówka
Piła
Pomorzany
Pomyków
Poraj
Proćwin
Przybyszowy
Radomek
Rogów
Sielpia Mała
Sielpia Wielka
Sierosławice
Stadnicka Wola
Stara Kuźnica
Stary Dziebałtów
Stary Kazanów
Stary Sokołów
Stoki
Sworzyce
Szabelnia
Trzemoszna
Wąsosz
Wincentów